# 魯賓·貝隆斯奧
魯賓·貝隆斯奧（Rubén Bernuncio1976年1月19日—1999年7月18日），出生于布宜諾斯艾利斯，阿根廷职业足球运动员，司職前鋒，曾效力阿根廷數家大球會如聖羅倫素和曼迪尤，1996年11月，貝隆斯奧在一場摩托車意外受傷，導致他其後因腎功能衰竭而去世。
貝隆斯奧曾代表阿根廷青年隊出戰1991年世青賽。

## 榮譽

### 個人
- K-League Top Assister Award : 1993 K-League Cup

## 外部連結
- FIFA profile （页面存档备份，存于）
- Argentine Primera Statistics （西班牙文）